# Jahrsiebt
Ein Jahrsiebt ist ein Zeitraum von sieben Jahren.
Insbesondere die Lebensspanne eines Menschen wurde früher häufig und wird bisweilen heute noch in Jahrsiebte eingeteilt. Hiervon rühren beispielsweise Altersgrenzen im Recht von sieben, vierzehn und einundzwanzig Jahren her. So tritt beschränkte Geschäftsfähigkeit mit Vollendung des siebten Lebensjahres ein, Strafmündigkeit mit Vollendung des vierzehnten Lebensjahres (also des zweiten Jahrsiebts) und bis 1975 trat in Deutschland die Volljährigkeit mit 21 Jahren, mithin mit Vollendung des dritten Jahrsiebts, ein.
Heutzutage ist die Einteilung eines Menschenlebens in Jahrsiebte insbesondere in der Anthroposophie (und davon abgeleitet beispielsweise in Waldorfschulen) relevant, wobei von Seiten Rudolf Steiners mit den verschiedenen Jahrsiebten wichtige Entwicklungsschritte und Inkarnationsphasen verbunden wurden, die auch Inhalt und Form des Lernens an Waldorfschulen durchschlagen. Beispielsweise unterrichtet an solchen Schulen in der ersten bis achten Klasse, mithin im gesamten zweiten Jahrsiebt, fast ausschließlich der Klassenlehrer.
Auch die Lebensspanne von Hunden wurde häufig mit der menschlichen verglichen, indem man ein Hundejahr einem Jahrsiebt des Menschenlebens gleichsetzte. Diese Einteilung gilt aber heute als veraltet.